# Elizabeth Burnet

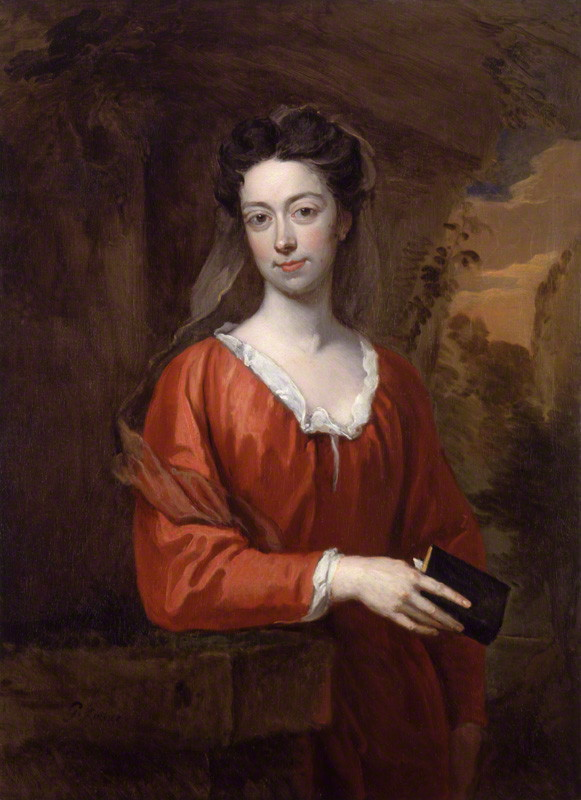
Retrato de 1707 de Sir Godfrey Kneller.

Elizabeth Burnet nascida com o sobrenome Blake (8 de novembro de 1661 - 3 de dezembro de 1709) foi uma filantropa inglesa. O seu livro de orações, A Method of Devotion, teve várias edições.

## Vida
Elizabeth Blake nasceu perto de Southampton, em 1661, e foi criada numa família Puritana pelos seus pais, Sir Richard e Elizabeth Blake. O seu primeiro marido foi Robert Berkeley, protegido do seu padrinho, o Bispo de Oxford, John Fell. Com a ascensão ao trono do católico Jaime II de Inglaterra, ela convenceu o seu marido protestante a mudar-se para os Países Baixos, regressando em 1688 como parte da  de Guilherme III de Inglaterra.
Blake tornou-se conhecida por John Locke e outros pensadores religiosos, como o Bispo Stillingfleet. Ela atuou como intermediária entre Locke e Catharine Trotter Cockburn, fornecendo apoio financeiro a Cockburn antes de Locke também a ajudar.
Após a morte do seu primeiro marido em 1694, Elizabeth casou-se com Gilbert Burnet, Bispo de Salisbury, em 1700. A sua segunda mulher, Mary Scott, receando, com razão, que viesse a morrer em breve na epidemia de varíola que então grassava, aconselhou-o a casar com Elizabeth, que era uma das suas amigas mais íntimas. Uma das razões que a levou a casar com ele foi o facto de achar que ele precisava dos seus conselhos para lidar com o lado político da sua posição. O casamento foi feliz, e Elizabeth estava em bons termos com os cinco enteados de Burnet. Ela dedicou grande parte da sua renda anual de 800 libras a causas beneficentes, incluindo o cuidado das crianças pobres de Worcester e Salisbury.
Burnet viajou para o exterior por motivos de saúde com os seus enteados, mas regressou a Inglaterra, onde faleceu em Londres em 1709. Ela foi sepultada em Spetchley, Worcestershire.

## Livro de orações e retrato
Quase na altura da sua morte, o livro de orações que tinha escrito após a morte do seu primeiro marido, A Method of Devotion, foi publicado em 1708 e teve várias edições.
O retrato de Burnet, pintado por Sir Godfrey Kneller em 1707, encontra-se atualmente na National Portrait Gallery, em Londres.